# Куликовских, Александр Александрович
Александр Александрович Куликовских (род. 22 августа 1996) — российский самбист и дзюдоист, чемпион России по дзюдо среди кадетов, призёр первенств России по дзюдо среди юниоров и молодёжи, призёр первенств России по самбо среди юношей и молодёжи, чемпион и призёр первенств России по самбо среди юниоров, чемпион России по самбо, бронзовый призёр чемпионата мира по самбо, призёр международных турниров, мастер спорта России по самбо, мастер спорта России международного класса по дзюдо. По самбо выступает в весовой категории до 64 кг. Тренируется под руководством И. Ю. Пирогова и А. Е. Вострикова.

## Спортивные результаты
- Чемпионат России по самбо 2021 года — ;
- Чемпионат России по самбо 2022 года — ;